# Rozhledna Šiška
Rozhledna Šiška je rozhledna, která se nachází u populární usedlosti Ladronka v parku Ladronka v městské části Břevnov v Praze 6, na pláni hřebenu Pražské plošiny spojující Bílou horu a Petřín.

## Historie a popis rozhledny
Rozhledna Šiška má název podle svého tvaru a zpracování pláště, který připomíná šišku jehličnatého stromu. Pro nosnou část konstrukce je netradičně použita tenkostěnná skořepina ocelové konstrukce svařované nádoby se dny. Rozhledna tedy vznikla recyklací vysloužilé podlouhlé cisterny, která byla objevena na poli u Trutnova. Má celkovou výšku 11,5 metru, vyhlídkovou plošinu ve výšce 8 m a je postavena v nadmořské výšce 364 m. Na vyhlídkovou plošinu vede 41 schodů. Uvnitř je točité schodiště z ocelových roštů. Rozhledna má ve stěně trojúhelníkové otvory vypálené pomocí autogenu tak, aby připomínaly šišku. Ocelový povrch rozhledny není chráněn proti korozi. Celá stavba je umístěna na železobetonovém základovém soklu pomocí patek a šroubů. Z vyhlídky rozhledny lze zhlédnout různá významná a zajímavá místa především z Prahy 5 a Prahy 6.
Autorem rozhledny je český akademický sochař a architekt netradičních rozhleden Čestmír Suška (*1952), který ji v říjnu 2020 bezplatně a na dobu 1,5 roku zapůjčil městskému obvodu Praha 6. Rozhledna bývá otevřena od 10 do 19 hodin a vstup není zpoplatněn.
Rozhledna vznikla jako „putovní rozhledna“ v roce 2013 a byla umístěna v Českých Budějovicích, v roce 2015 v Brně, v roce 2017 v Trutnově a v roce 2019 v Praze ve vysočanském areálu Collbenka.
Vedle rozhledny se nachází v podobném stylu a také originálně řešená kavárna Šiška.

## Galerie

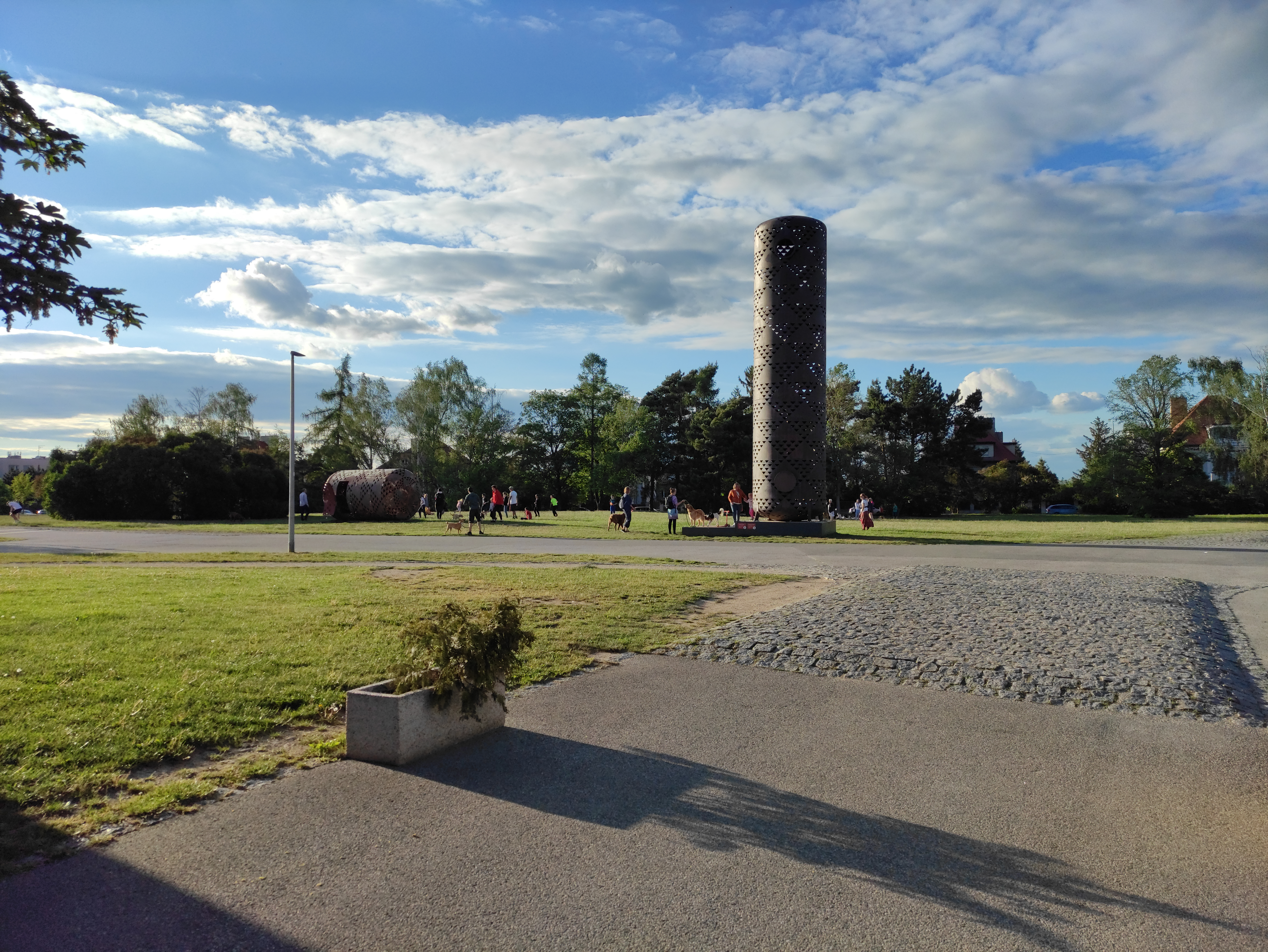
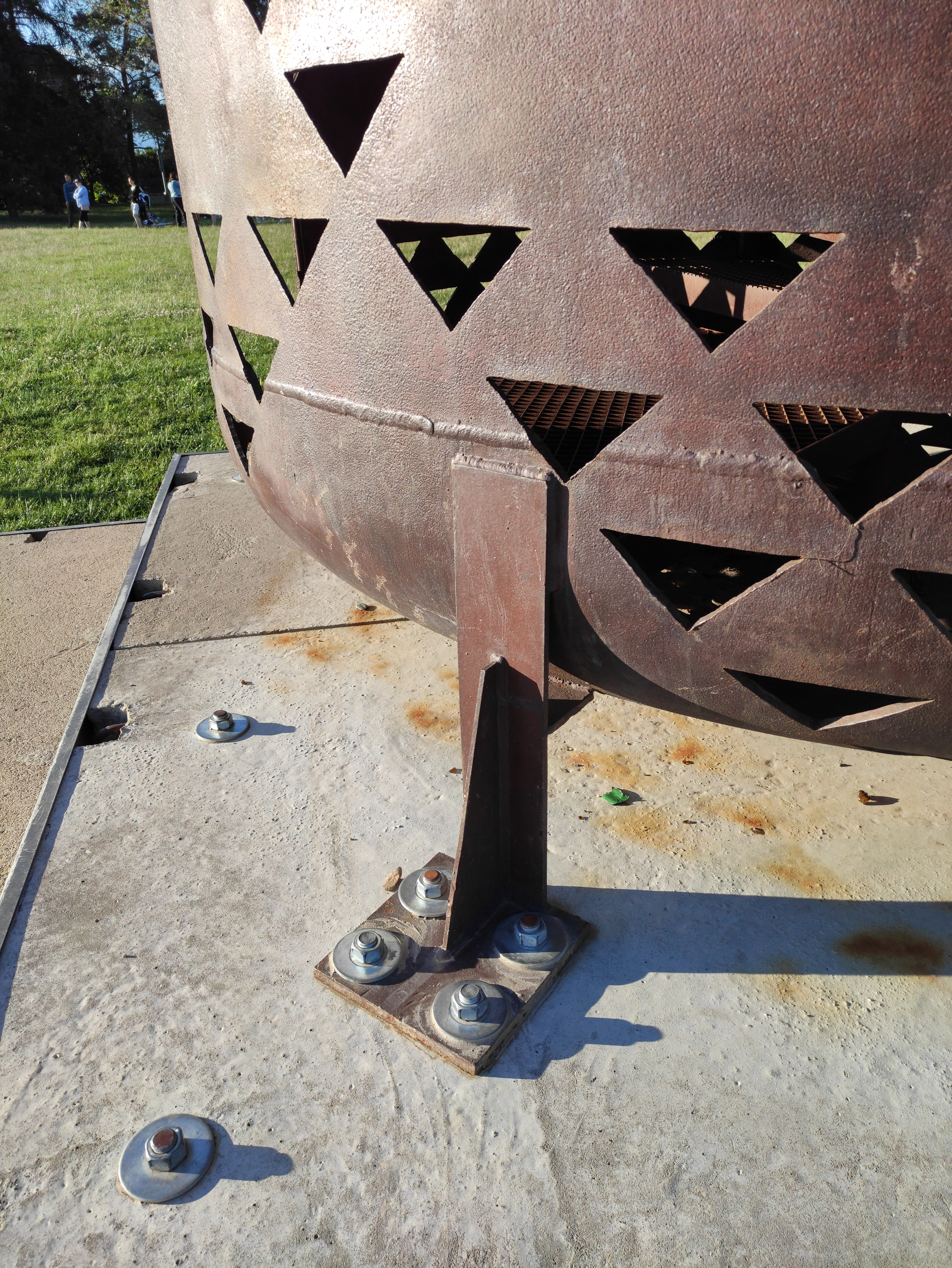
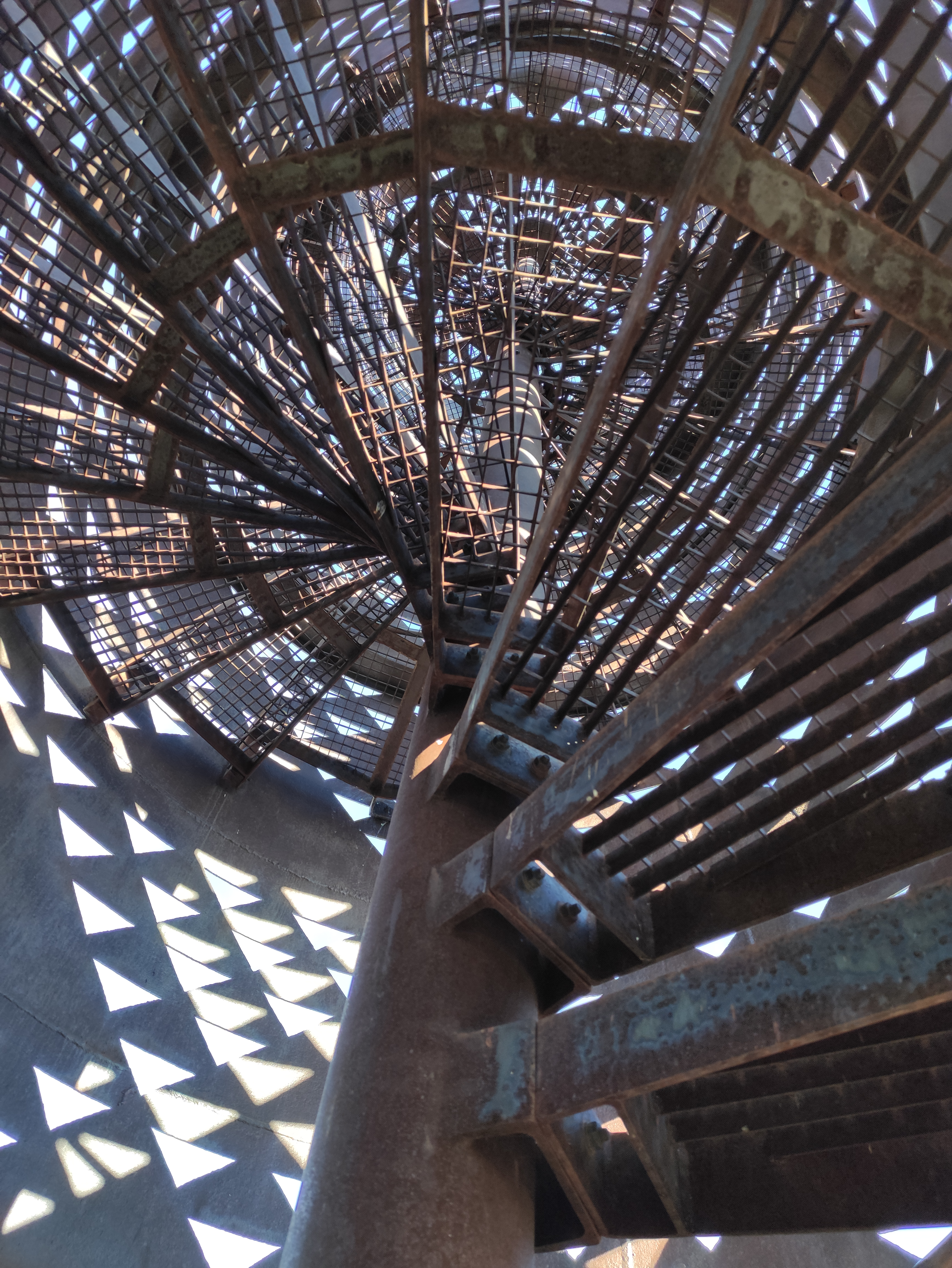
Pohled na schodiště
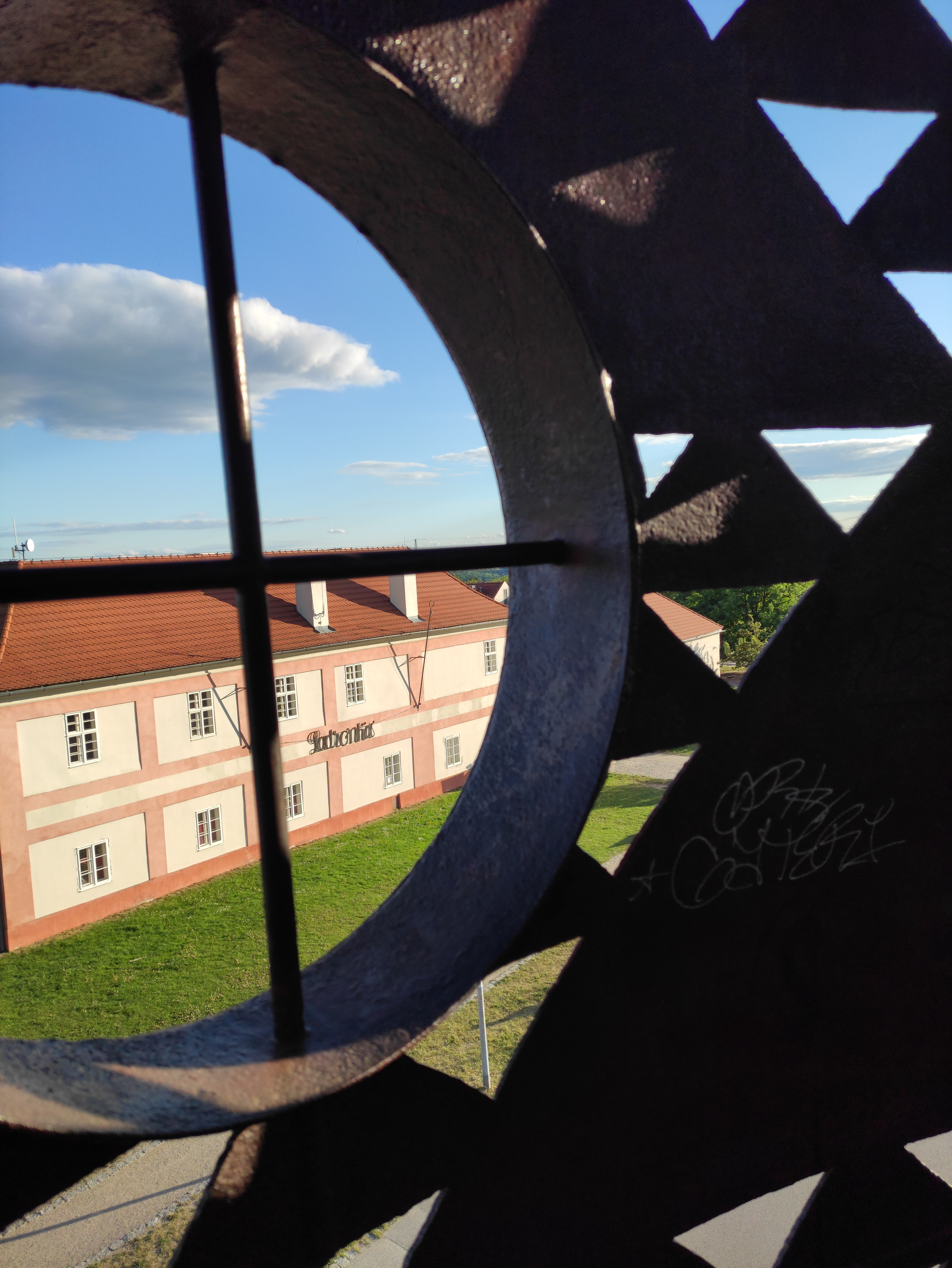
Vyhlídka z rozhledny